# ويلتون فيغويريدو
ويلتون أغويار فيغويريدو (بالبرتغالية: Wílton Aguiar Figueiredo‏) (ولد في 17 مارس 1982 في ساو باولو) هو لاعب كرة قدم برازيلي سابق لعب في خط الوسط والمهاجم.

## المسيرة الرياضية

### كيارا وغايس
لعب فيغويريدو وهو مواطن من ساو باولو، البرازيل مع بعض المواهب مثل ريكاردو كاكا من نادي ميلان وأدريانو من انتر ميلان في مستوى الشباب. لم يلعب فيغيريدو نفسه في الدرجة الأولى في البرازيل. بعد موسم مع نادي سيارا من الدرجة الثانية سافر إلى السويد للخضوع لفترة تجربة في أيك سولنا. بعد 40 يومًا تم رفضه وذهب لتجربة أخرى مع غايس. كان أيك سولنا قد هبط للتو من المستوى الأعلى ولم يكن راغب في تحمل أي مخاطر اقتصادية وبالتالي تقدم بطلب التعاقد مع فيغويريدو الحر من أي عقد. عند سماع هذا الخبر أسرع غايس في التوقيع مع فيغويريدو لمدة ثلاث سنوات.

### أيك
بعد أن سجل هدفين فقط خلال النصف الثاني في بطولة سوبرتان فإن أيك سولنا مازال مهتم بالتعاقد معه خلال موسم 2006. وافق غايس طوعا. حقق فيغويريدو نجاحاً هائلاً في عام 2006 حيث بدأ كل المباريات أساسيا باستثناء مرحلتين وسجل 11 هدفاً لناديه الجديد في موسمه الأول. احتل الفريق المركز الثاني في الدوري السويدي الممتاز بفارق نقطة واحدة على صاحب المركز الأول.

### الريان
المهاجم القادر مع التسديد القوي والقدرة العالية على الاحتفاظ بالكرة وفي نفس الوقت القدرة على التمرير السليم فقد اعتبر فيغيريدو أحد أفضل المهاجمين في الدوري السويدي وجذب اهتمام الأندية العالمية. في سبتمبر 2007 وقع عقداً لمدة 5 سنوات مع نادي الريان القطري. ومع ذلك انتقل على سبيل الإعارة إلى نادي الخريطيات في أغسطس 2008.

### مالمو
في أبريل 2009 انتقل فيغويريدو إلى نادي مالمو في السويد. كان فيغويريدو الذي استُهدف كبديل للفنلندي أولا تويفونين الراحل إلى نادي آيندهوفن أحد أغلى مشتريات النادي السويدي على الإطلاق. حصل على القميص رقم 9 وكانت هناك توقعات كبيرة لموسم 2009 إلا أن فيغويريدو سجل أربعة أهداف فقط في 24 مباراة واعتبرها البعض خيبة أمل. في موسمه الثاني مع مالمو انتقل فيغويريدو إلى وسط الملعب حيث حقق نجاحًا كبيرًا كونه لاعبًا أساسيًا في عودة مالمو للظهور خلال ربيع عام 2010 وسجل عددًا قليلاً من الأهداف الرائعة من مسافة بعيدة أيضًا. هو شكّل خطّ قوّيّ ومتوازن في 2010 مع زميله إيفو بيكالسكي حيث اهتم فيغويريدو بالهجوم وبيكالسكي بالدفاع. في نهاية الموسم فاز فيغويريدو بأول لقب له على الإطلاق مع وجود مالمو في أعلى الجدول. لعب فيغويريدو الذي كان لا يزال يلعب في مركز وسط الملعب في تسجيل خمسة أهداف في موسم 2011 أيضاً. لعب فيغويريدو أقل قليلاً في موسم 2012 وأنتج نفس القدر من الأهداف في الموسم الماضي. في 5 نوفمبر 2012 بعد آخر مباريات الدوري هذا الموسم أعلن أن فيغويريدو سيترك مالمو عندما ينتهي عقده في 1 يناير 2013.

### غازي عنتاب سبور
في 8 يناير 2013 انضم فيغويريدو إلى غازي عنتاب سبور في الدوري التركي الممتاز في صفقة انتقال حر.

### فيبورغ
في 14 أكتوبر 2013 انضم ويلتون فيغويريدو إلى فيبورغ في دوري السوبر الدنماركي.

## إحصائيات المسيرة الرياضية
آخر تحديث 22 نوفمبر 2013..
| أداء الفريق   | أداء الفريق     | أداء الفريق            | الدوري    | الدوري  | الكأس        | الكأس        | القارة    | القارة  | المجموع   | المجموع |
| الموسم        | النادي          | الدوري                 | المباريات | الأهداف | المباريات    | الأهداف      | المباريات | الأهداف | المباريات | الأهداف |
| السويد        | السويد          | السويد                 | الدوري    | الدوري  | كأس السويد   | كأس السويد   | أوروبا    | أوروبا  | المجموع   | المجموع |
| ------------- | --------------- | ---------------------- | --------- | ------- | ------------ | ------------ | --------- | ------- | --------- | ------- |
| 2005          | غايس            | سوبرتان                | 28        | 15      | —            | —            | —         | —       | 28        | 15      |
| 2006          | أيك سولنا       | الدوري السويدي الممتاز | 26        | 11      | —            | —            | —         | —       | 26        | 11      |
| 2007          | أيك سولنا       | الدوري السويدي الممتاز | 13        | 6       | —            | —            | —         | —       | 13        | 6       |
| قطر           | قطر             | قطر                    | الدوري    | الدوري  | كأس أمير قطر | كأس أمير قطر | آسيا      | آسيا    | المجموع   | المجموع |
| 2007–08       | الريان          | دوري نجوم قطر          | —         | 12      | —            | —            | —         | —       | —         | 12      |
| 2008–09       | الريان          | دوري نجوم قطر          | —         | —       | —            | —            | —         | —       | —         | —       |
| 2008–09       | الخريطيات       | دوري نجوم قطر          | 12        | 3       | —            | —            | —         | —       | 12        | 3       |
| السويد        | السويد          | السويد                 | الدوري    | الدوري  | كأس السويد   | كأس السويد   | أوروبا    | أوروبا  | المجموع   | المجموع |
| 2009          | مالمو           | الدوري السويدي الممتاز | 24        | 4       | 1            | 0            | —         | —       | 25        | 4       |
| 2010          | مالمو           | الدوري السويدي الممتاز | 27        | 5       | 2            | 0            | —         | —       | 29        | 5       |
| 2011          | مالمو           | الدوري السويدي الممتاز | 24        | 5       | 2            | 0            | 11        | 2       | 37        | 7       |
| 2012          | مالمو           | الدوري السويدي الممتاز | 22        | 5       | 1            | 1            | —         | —       | 23        | 6       |
| تركيا         | تركيا           | تركيا                  | الدوري    | الدوري  | كأس تركيا    | كأس تركيا    | أوروبا    | أوروبا  | المجموع   | المجموع |
| 2012–13       | غازي عنتاب سبور | الدوري التركي الممتاز  | 3         | 1       | —            | —            | —         | —       | 3         | 1       |
| الدنمارك      | الدنمارك        | الدنمارك               | الدوري    | الدوري  | كأس الدنمارك | كأس الدنمارك | أوروبا    | أوروبا  | المجموع   | المجموع |
| 2013–14       | فيبورغ          | دوري السوبر الدنماركي  | 9         | 1       | —            | —            | —         | —       | 9         | 1       |
| المجموع       | السويد          | السويد                 | 164       | 51      | 6            | 1            | 11        | 2       | 181       | 54      |
| المجموع       | قطر             | قطر                    | 12        | 15      | 0            | 0            | 0         | 0       | 12        | 15      |
| المجموع       | تركيا           | تركيا                  | 3         | 1       | 0            | 0            | 0         | 0       | 3         | 1       |
| المجموع       | الدنمارك        | الدنمارك               | 2         | 0       | 0            | 0            | 0         | 0       | 2         | 0       |
| المجموع الكلي | المجموع الكلي   | المجموع الكلي          | 181       | 67      | 6            | 1            | 11        | 2       | 198       | 70      |

## الإنجازات

### الأندية
- مالمو
  - الدوري السويد الممتاز (1): 2010